# Rae Latt
Rachel „Rae“ Latt (* 17. Oktober in Los Angeles, Kalifornien) ist eine US-amerikanische Schauspielerin.

## Leben
Latt wurde an einem 17. Oktober in Los Angeles geboren, wo sie auch aufwuchs. Seit dem 6. Oktober 2012 ist sie mit dem US-amerikanischen Regisseur Kevin Charles Sullivan verheiratet. Bereits als Kind hegte sie den Wunsch, Schauspielerin werden zu wollen. Als Teenagerin folgten erste Teilnahmen an Schauspielkurse, die sie mit Nebenjobs unter anderen als Kellnerin oder Fotografin finanzierte. 1987 spielte sie als Episodendarstellerin in einer Episode der Fernsehserie Unser lautes Heim mit. Nach Spielfilmrollen zu Beginn der 1990er Jahre und eine weitere Filmrolle in Social Intercourse im Jahr 1998, ist sie seit ihrer Rolle im Fernsehfilm The Call im Jahr 2007 regelmäßig als Schauspielerin zu sehen.
Sie erhielt Episodenrollen in den Fernsehserien The Office, Victorious und Criminal Minds und spielte in den Low-Budget-Filmproduktionen des Filmstudios The Asylum Eiszeit – New York 2012 und Golden Winter – Wir suchen ein Zuhause mit. Ab 2011 bis einschließlich 2022 verkörperte Latt die Rolle der Nancy Finster in der Fernsehserie The Vamps Next Door. Wiederkehrende Rollen hatte sie unter anderen in den Fernsehserien Colored People und Grey’s Anatomy inne und wirkte Mitte der 2010er Jahre an mehreren Ausgaben der Late-Night-Show Conan mit.

## Filmografie (Auswahl)
- 1987: Unser lautes Heim (Growing Pains, Fernsehserie, Episode 3x10)
- 1990: Dead Right
- 1991: Nudist Colony of the Dead
- 1992: Rock and Roll Fantasy
- 1998: Social Intercourse
- 2007: The Call (Fernsehfilm)
- 2009: Speed Dating (Kurzfilm)
- 2009: Notruf 911 – Lebensretter am Telefon (Call 911, Fernsehserie, 1 Episode)
- 2009: The Office (Fernsehserie, Episode 6x06)
- 2009: The Way to Happiness (Dokumentation)
- 2010: Victorious (Fernsehserie, Episode 1x12)
- 2010: Diary of a Wedding Planner (Fernsehserie, Episode 1x02)
- 2010: Night of Redemption
- 2010: A Fire in a Dovecot (Kurzfilm)
- 2011: Criminal Minds (Fernsehserie, Episode 6x21)
- 2011: Eiszeit – New York 2012 (2012: Ice Age)
- 2011: Misadventures of the Unemployed (Fernsehserie, 2 Episoden)
- 2011: Phonees (Fernsehserie)
- 2011: This Boy’s Dream (Kurzfilm)
- 2011: 3 Times a Charm
- 2011–2022: The Vamps Next Door (Fernsehserie, 10 Episoden)
- 2012: Golden Winter – Wir suchen ein Zuhause (Golden Winter)
- 2013: Blood Type: Unknown
- 2013: Common (Kurzfilm)
- 2013: Bloody Homecoming
- 2014: 1 Chance 2 Dance
- 2014: Futurestates (Fernsehserie, Episode 5x06)
- 2014: Saturday Night Live (Fernsehserie, Episode 39x21)
- 2014: Colored People (Fernsehserie, 2 Episoden)
- 2014: Claire and Greg (Fernsehserie, Episode 1x04)
- 2015: Zeit der Sehnsucht (Days of Our Lives, Fernsehserie, Episode 1x12516)
- 2015–2016: Conan (Fernsehserie, 4 Episoden, verschiedene Rollen)
- 2016: Ageless (Kurzfilm)
- 2016: Accidental Engagement (Fernsehfilm)
- 2016: The Legend of Alice Flagg (Fernsehfilm)
- 2017: Party Betchez (Fernsehserie, 2 Episoden)
- 2017: The Last Time (Kurzfilm)
- 2018: Turnt (Fernsehserie, Episode 1x22)
- 2018: Goodnight (Kurzfilm)
- 2018–2019: Grey’s Anatomy (Fernsehserie, 3 Episoden)
- 2019: Loqueesha
- 2019: 9-1-1 (Fernsehserie, Episode 3x07)
- 2021: Sophie in Hollywood (Miniserie, 2 Episoden)
- 2021: Dissonance (Kurzfilm)
- 2023: Die Conners (The Conners, Fernsehserie, Episode 5x13)
- 2023: Forbidden Fruit
- 2023: Boss B*tch (Kurzfilm)
- 2024: Dallas & Delilah (Kurzfilm)